# Union sportive municipale de Malakoff
L'USM Malakoff est un club omnisports français basé à Malakoff (Hauts-de-Seine) et fondé en 1945. Il est membre de la Fédération Française des Clubs Omnisports (FFCO). 
Le club propose plus de 45 activités physiques et sportives dans 22 sections : Arts Martiaux, Athlétisme, Badminton, Basketball,  Boules Lyonnaises & Mölkky, Espoir Esport, Fitness et Danse, Football, Gym Loisirs, Gym Sportive, Handball, Multi-boxe, Multisports 3 à 5 ans, Natation, Pétanque, Parasport, Sport Santé, Tennis, Tennis de Table, Tir Sportif, Volleyball et Yoga. 
Au-delà de l'encadrement physique et sportif, le club propose plusieurs manifestations sur la ville de Malakoff : La nuit du Bad, Téléthon du Volley, Journée Découverte de l'Athlétisme, Meeting Motard, Sensibilisation au Handicap, Foulées de Malakoff et bien d'autres.

## Historique
Les statuts de l'USM Malakoff furent déposés à la préfecture le 8 janvier 1945 et enregistrés sous le numéro 4609.
Le 11 février 1945 paraissait au Journal Officiel la création de l'association.
Depuis quelque temps déjà, Gabriel Choley, qui allait devenir le Président-Fondateur du club jusqu'en 1953, travaillait sur une idée précise : former à Malakoff un club omnisports qui regrouperait les activités des sociétés sportives préalablement existantes dans la ville, comme Malakoff Sportif, Acacias Sportifs de Malakoff ou l'U.S.O. Sud.
Dans des temps pourtant difficiles, Choley et ses compagnons étaient persuadés que la pratique développée du sport aiderait à la formation morale et physique de la jeunesse et lui forgerait un moral capable d’affronter le rude combat de la vie.
Aujourd'hui association loi de 1901, l'USM Malakoff Omnisports continue de porter ces valeurs grâce à l'aide et le soutien de plus de 300 bénévoles : Présidents, Vice-présidents, Trésoriers, Secrétaires, Membres etc. 

## Section Football
Issu des rangs de la FSGT, le club est affilié à la FFFA en 1950. En 1953, Malakoff accueille l'équipe de Hongrie pour un match amical. Le record d'affluence du Stade Marcel Cerdan est alors battu avec plus de 10 000 spectateurs présents pour voir les vainqueurs de Wembley.
Lors de la saison 1965-1966, les Malakoffiots restent invaincus et sont logiquement sacrés champions de Paris. Le club se maintient alors au niveau national jusqu'en 1991 et une relégation du championnat de Division 4 1990-1991, évoluant même une saison en Division 2 en 1975-1976.
L'équipe fanion de l'USM Malakoff évolue en 2014-2015 en Excellence de District des Hauts-de-Seine.
Pour la rentrée de la saison 2018-2019, le renouveau du club est lancé, un nouveau bureau est élu, avec un changement de président et la nomination de Nouar Hassani au poste de Manager général. Le football féminin voit désormais le jour à Malakoff avec la création de deux équipes féminines. 

### Palmarès
- Vice-champion de France D3 : 1975
- Champion de DH Paris : 1966, 1980

### Entraîneurs
- 1949-1969 :  Yves Cros[1]
- 1969-1970 :  Norbert Boucq
- 1970-1979 :  Yves Cros[2],[1]
- 1979-? :  Yves Fercoq[2]
- 2019 - ? Nouar Hassani

### Galerie

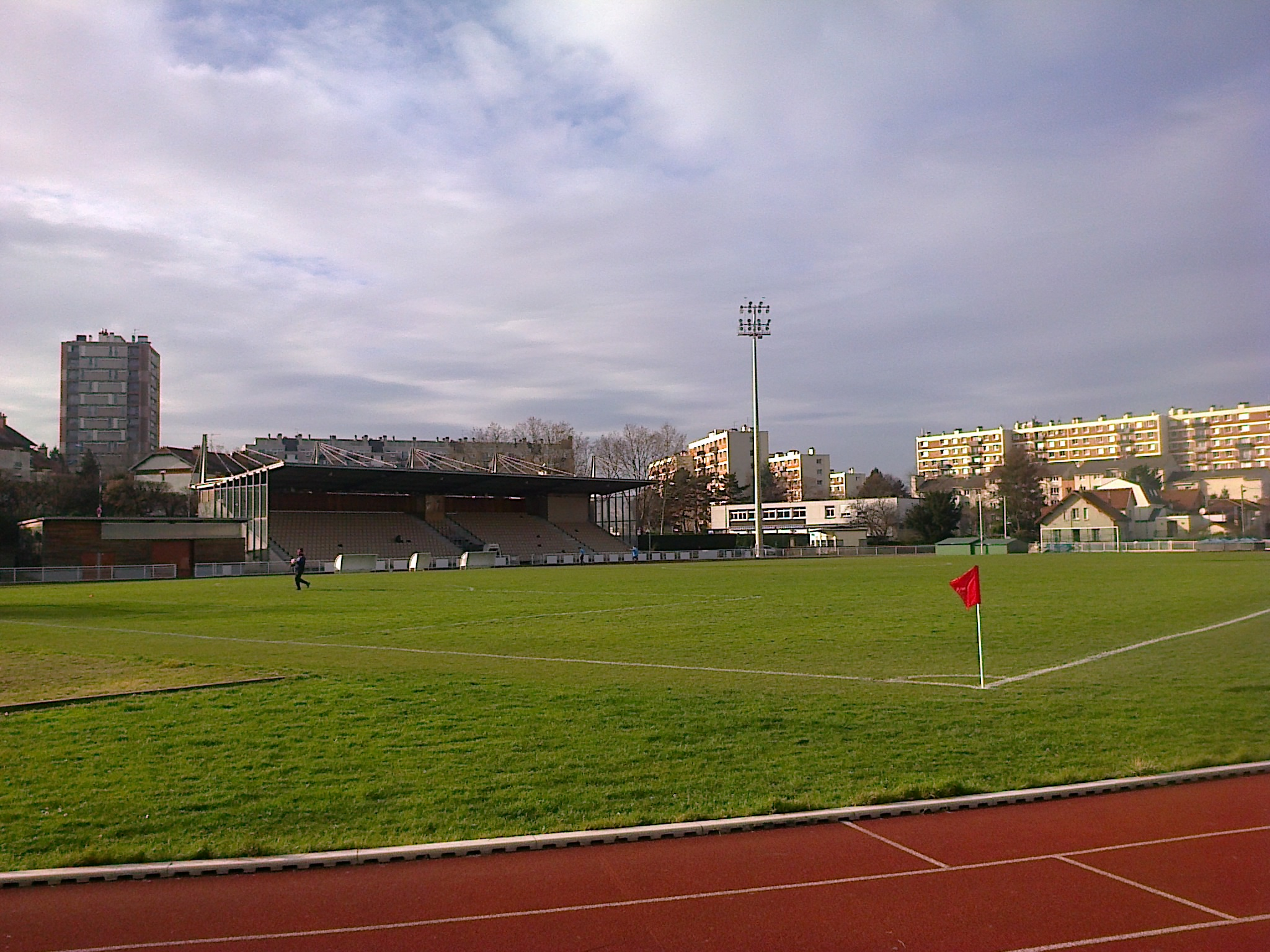
Le stade Marcel Cerdan
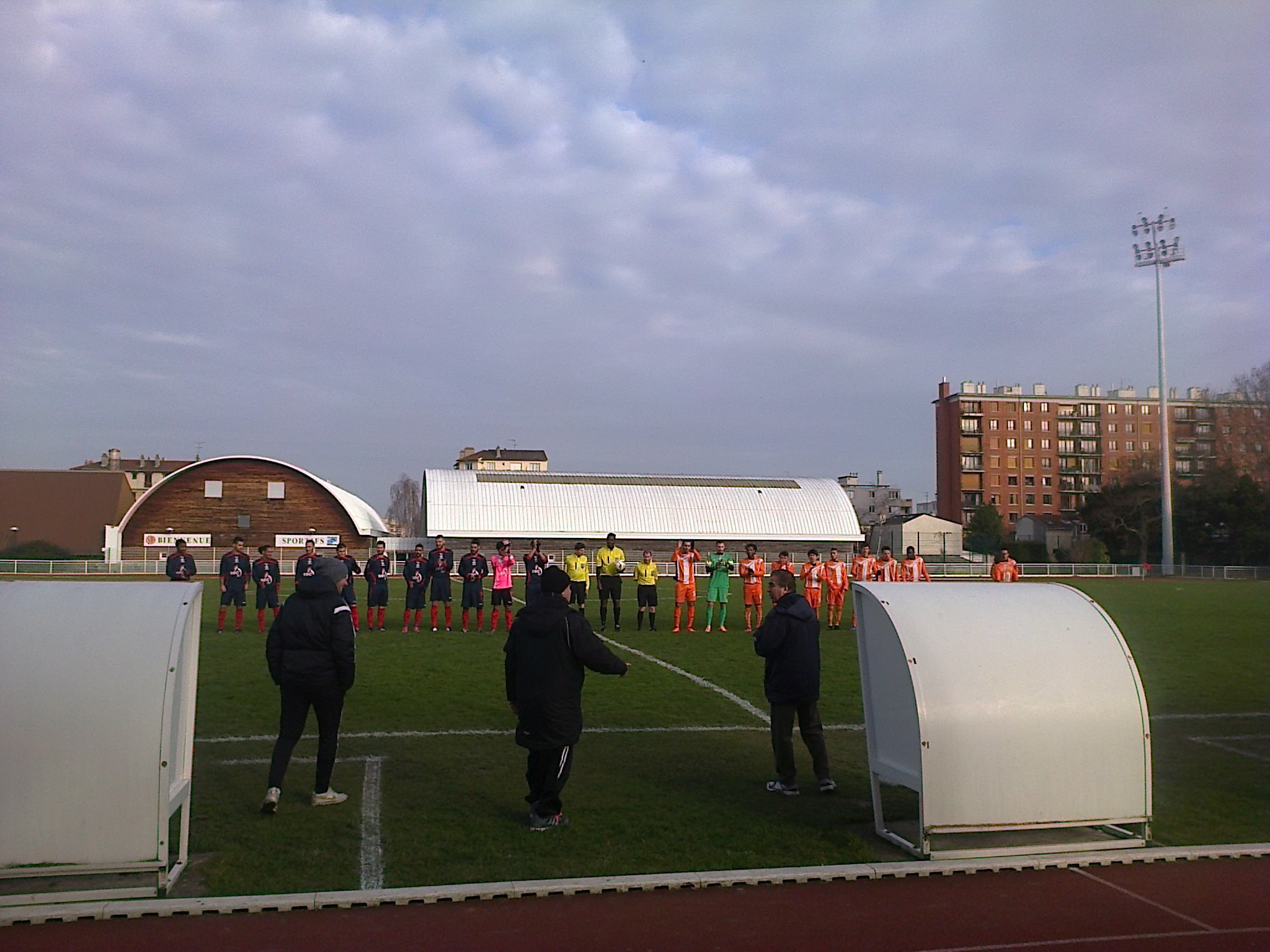
Présentation des équipes lors du match USM Malakoff - AC Boulogne-Billancourt B du 25 janvier 2015 (2-0)

## Section Handball
Vice-champion de France de 2e division en 1967, la section masculine de handball accède ainsi au championnat de France de 1re division (alors nommée Nationale 1). Malgré une saison 1967-1968 correcte terminée à la 20e place sur 32, le club est relégué du fait du passage de 32 à 16 clubs.
La section féminine évolue quant à elle en Nationale 2 (4e division) pour la saison 2019-2020.

### Palmarès
- Vice-champion de France de deuxième division : 1967

## Sources
- Historique du club omnisports
- Union Sportive Municipale de Malakoff (football) au bonheur de la Banlieue